# Бебис, Танасис
Танасис Бебис (греч. Θανάσης Μπέμπης; 26 июня 1928, Афины — 23 июля 2017) — греческий футболист и футбольный тренер, играл на позиции полузащитника. Шестикратный чемпион Греции в составе «Олимпиакоса».

## Биография

### Клубная карьера
Поиграв на молодёжном уровне, подписал контракт с клубом «Фостирас». 12 июля 1948 года подписал бумагу, в которой говорилось «Я заявляю, что буду его верным последователем и никогда не покину свой любимый клуб Fostiras». В том же году он обвинил руководство команды в подделке документов и дело дошло до суда. Он перешёл в «Олимпиакос», но ему пришлось ждать два года, чтобы получить разрешение для участия в официальных матчах.
В составе «Олимпиакоса» Бебис выиграл 6 чемпионских титулов, 9 Кубков Греции, а всего выиграл 24 титула, что является одним из рекордов в истории клуба. Всего во всех турнирах сыграл за «Олимпиакос» 207 матчей и забил 41 гол. Играл за «Визас» в течение двух сезонов.

### Карьера в сборной
В составе сборной Греции принимал участие на олимпийском футбольном турнире 1952 года, где сыграл в матче со сборной Дании (1:2). Всего за сборную Греции сыграл 17 матчей и забил 1 гол.

### Тренерская карьера
Работал главным тренером клуба «Визас», а также несколько раз в качестве временного тренера возглавлял «Олимпиакос».

### Смерть
Скончался 23 июля 2017 года в возрасте 89 лет.

## Достижения
«Олимпиакос»
- Чемпион Греции (6): 1950/51, 1954/55, 1955/56, 1956/57, 1957/58, 1958/59
- Обладатель Кубка Греции (9): 1950/51, 1951/52, 1952/53, 1956/57, 1957/58, 1958/59, 1959/60, 1960/61, 1962/63